# Франса, Джимми
Джимми Дуглас Франса (порт. Jymmy Dougllas França, род. 15 апреля 1984, Рио-де-Жанейро, Бразилия), известный как Джимми (порт. Jymmy) — бразильский футболист, нападающий.

## Карьера
С 2001 по 2008 год Джимми Франса выступал в бразильских клубах «Кастелу», «Эстрела-ду-Норти» (Кашуэйру-ди-Итапемирин), «Ангра-дус-Рейс», «Кисаман», «Американо» (Кампус-дус-Гойтаказис), «Фрибургенсе» (Нова-Фрибургу), «Жагуаре» и «Америка» (Натал). В 2009 году выступал за словацкий «Спартак» (Трнава), за который сыграл 11 матчей в чемпионате. В этом же году подписал контракт с тираспольским «Шерифом», в составе которого 2010 году стал лучшим бомбардиром чемпионата Молдавии, забив 13 голов, а также выиграл чемпионат и Кубок страны, в финальном матче за Кубок Франса забил бразилец забил два гола в ворота «Дачии». Также Джимми играл за «Шериф» в Лиге Чемпионов и Лиге Европы и забивал в ворота «Твенте» и киевского «Динамо». В 2011 году был отдан в аренду в одесский «Черноморец», за украинский клуб бразилец провел четыре игры и забил один гол. В феврале 2012 года был объявлено, что «Шериф» расторг контракт с Джимми Франсой. В этом году бразилец подписал контракт с японским клубом «Симидзу С-Палс», в 2012 году был отдан в аренду в другой японский клуб — «Токио Верди». В январе 2014 года Джимми Франса вернулся в Бразилию, подписав контракт с клубом «Гуаратингета», позже вернулся в «Кастелу», а в 2015 году подписал контракт с клубом «Паулиста».

## Достижения
- Чемпион Молдавии (1): 2009/10
- Обладатель Кубка Молдавии (1): 2009/10